# Andrei Wladimirowitsch Bokow

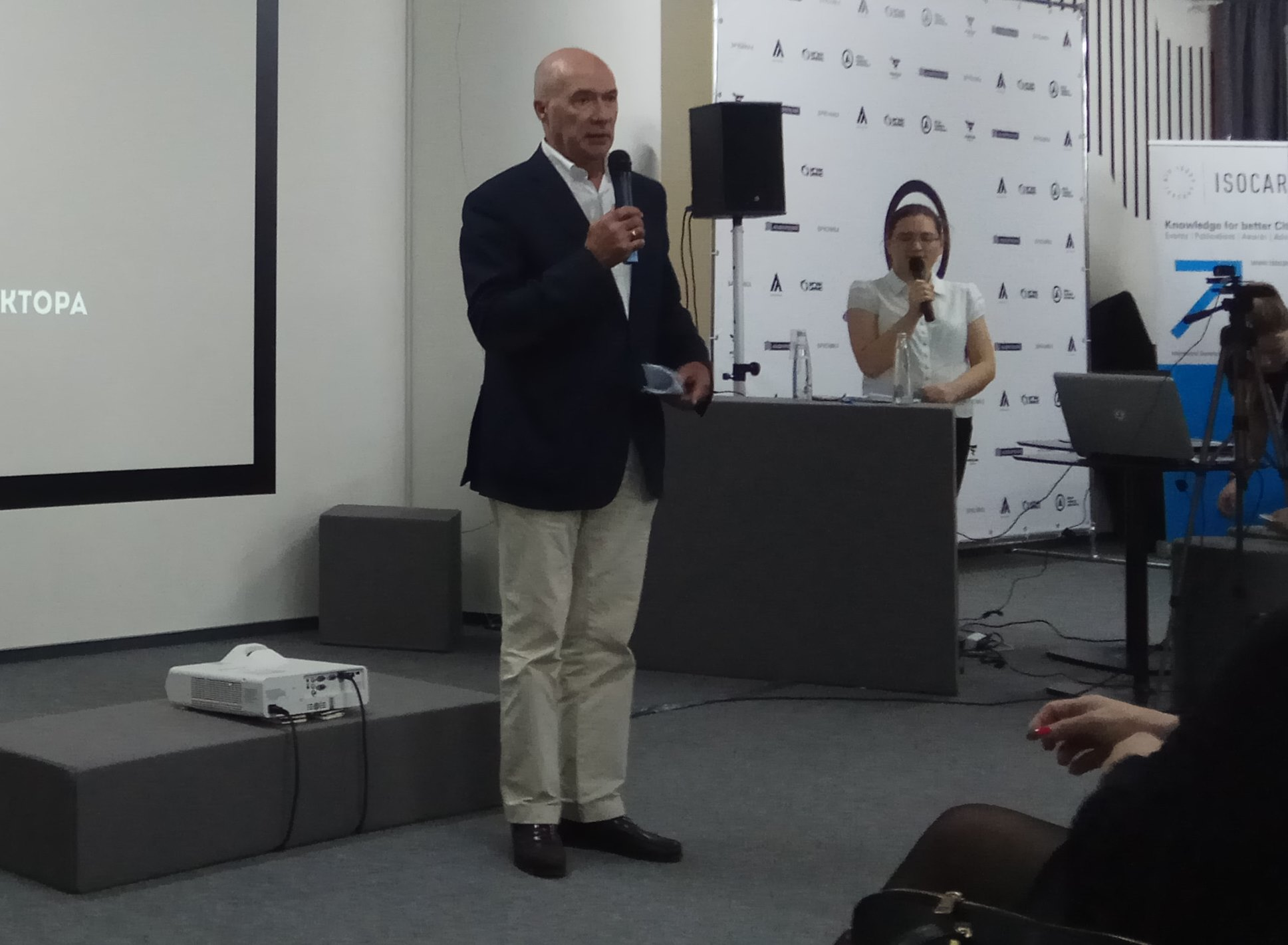
Andrei Wladimirowitsch Bokow (2017)

Andrei Wladimirowitsch Bokow (russisch Андрей Владимирович Боков; * 26. September 1943 in Moskau, Sowjetunion) ist ein russischer Architekt und Hochschullehrer.

## Leben
Bokow schloss 1966 das Studium am Moskauer Architektur-Institut (MArchI) ab und arbeitete dann bis 1970 als Architekt in der Moskauer Projektierungsverwaltung MosProjekt.
1970–1972 war Bokow Aspirant im Zentralen Forschungsinstitut für Theorie und Geschichte der Architektur (ZNII) in Moskau. 1973 verteidigte er seine Kandidat-Dissertation über die räumliche Organisation multifunktionaler Verbunde und Bauwerke. Er blieb dann in dem Institut als wissenschaftlicher Mitarbeiter. 1974 wurde er Leiter des nach Boris Sergejewitsch Mesenzew benannten Sektors für Veranstaltungs- und Sportgebäude des ZNII. 1981 wechselte er zum Moskauer Forschungs- und Projektierungsinstitut für Objekte der Kultur, der Erholung, des Sports und der Gesundheitspflege.
1988 wurde Bokow wissenschaftlicher Vizedirektor des Allunionsforschungsinstituts für Architektur- und Städtebautheorie. 1991 wurde er Chefarchitekt des Moskauer Forschungs- und Projektierungsinstituts für Objekte der Kultur, der Erholung, des Sports und der Gesundheitspflege. 1994 verteidigte er seine Doktor-Dissertation über die geometrische Grundlage der Architektur und des Weltbildes. 1998–2014 war er Generaldirektor des Moskauer Forschungs- und Projektierungsinstituts für Objekte der Kultur, der Erholung, des Sports und der Gesundheitspflege (MosProjekt-4). 2008 wurde er Vollmitglied der Russischen Akademie der Architektur und Bauwissenschaften und Präsident der Union der Architekten Russlands (bis 2016). 2017 wurde er Leiter des Zentrums für Raumplanung des MArchI.
Bokow lehrte am MArchI, am Moskauer Institut für Raumordnung, am Moskauer Staatlichen Surikow-Kunstakademie-Institut und am Zentralen Studien- und Experimentierstudio, dem sogenannten Seneschskaja Studija, der Union der Künstler der UdSSR, das 1964 von Jewgeni Abramowitsch Rosenblum und Wjatscheslaw Leonidowitsch Glasytschew gegründet worden war.

## Ehrungen, Preise
- Staatspreis der Russischen Föderation im Bereich Literatur und Kunst (2001)[2]
- Nationalpreis im Bereich Architektur Kristalny Dedal der Union der Architekten Russlands (2001, 2002, 2004)[1]
- Verdienter Architekt der Russischen Föderation (2004)[5]
- Orden der Ehre (2008)[6]
- Preis der Regierung der Russischen Föderation (2012)[2]
- Volksarchitekt der Russischen Föderation (2016)[7]

## Werke

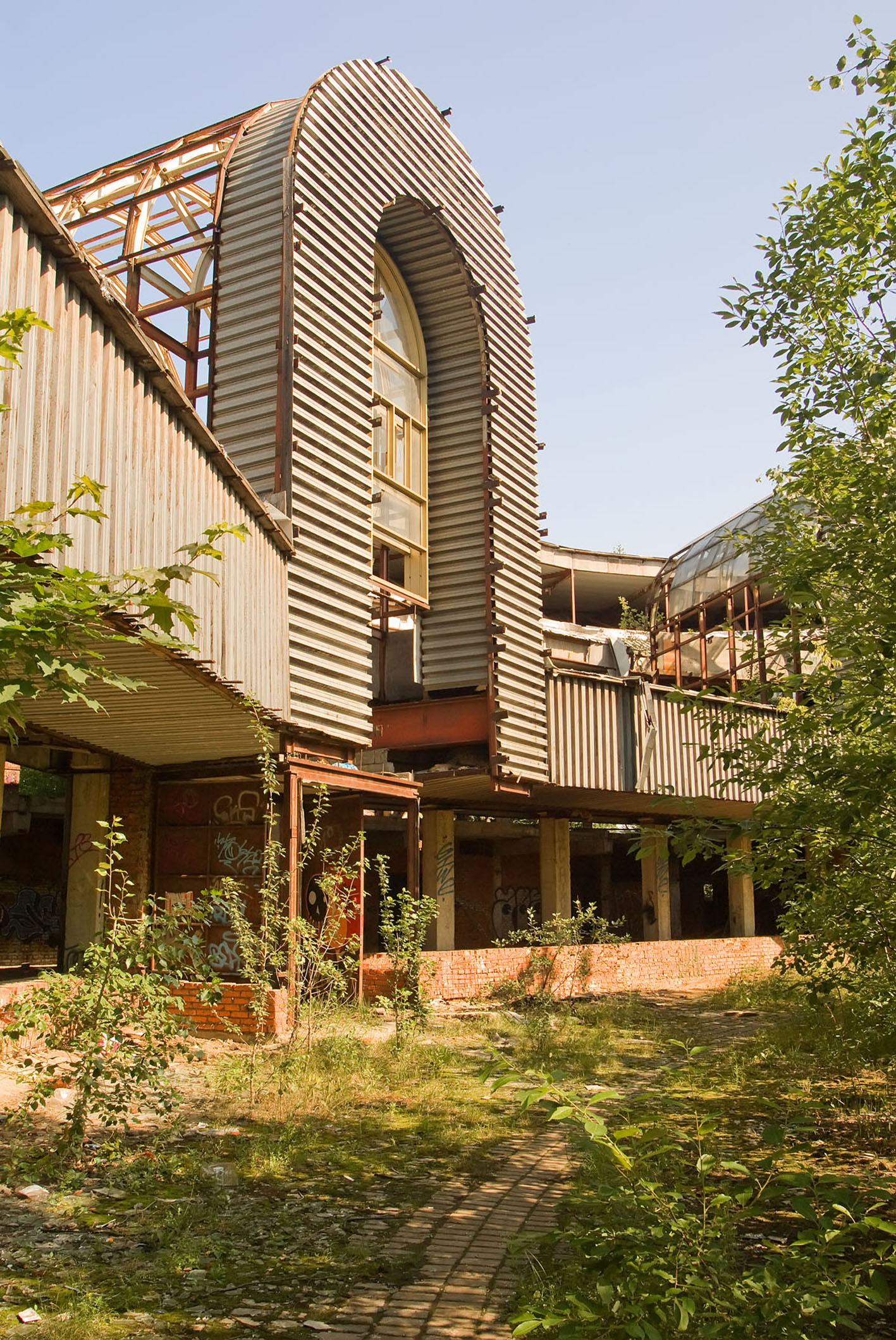
Pavillon der Ressourcenschonung (1987), Ausstellung der Errungenschaften der Volkswirtschaft, Moskau
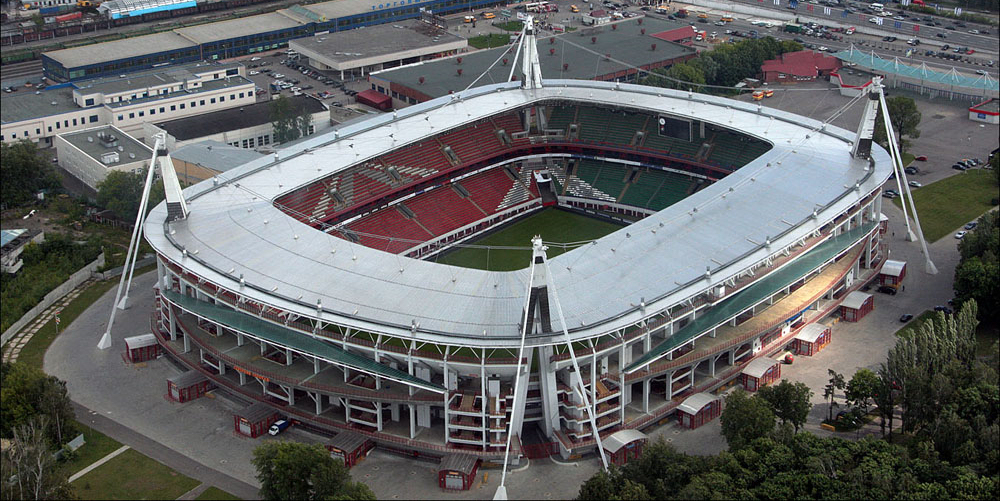
Vom MosProjekt-4 2002 umgebautes Stadion Lokomotive, Moskau
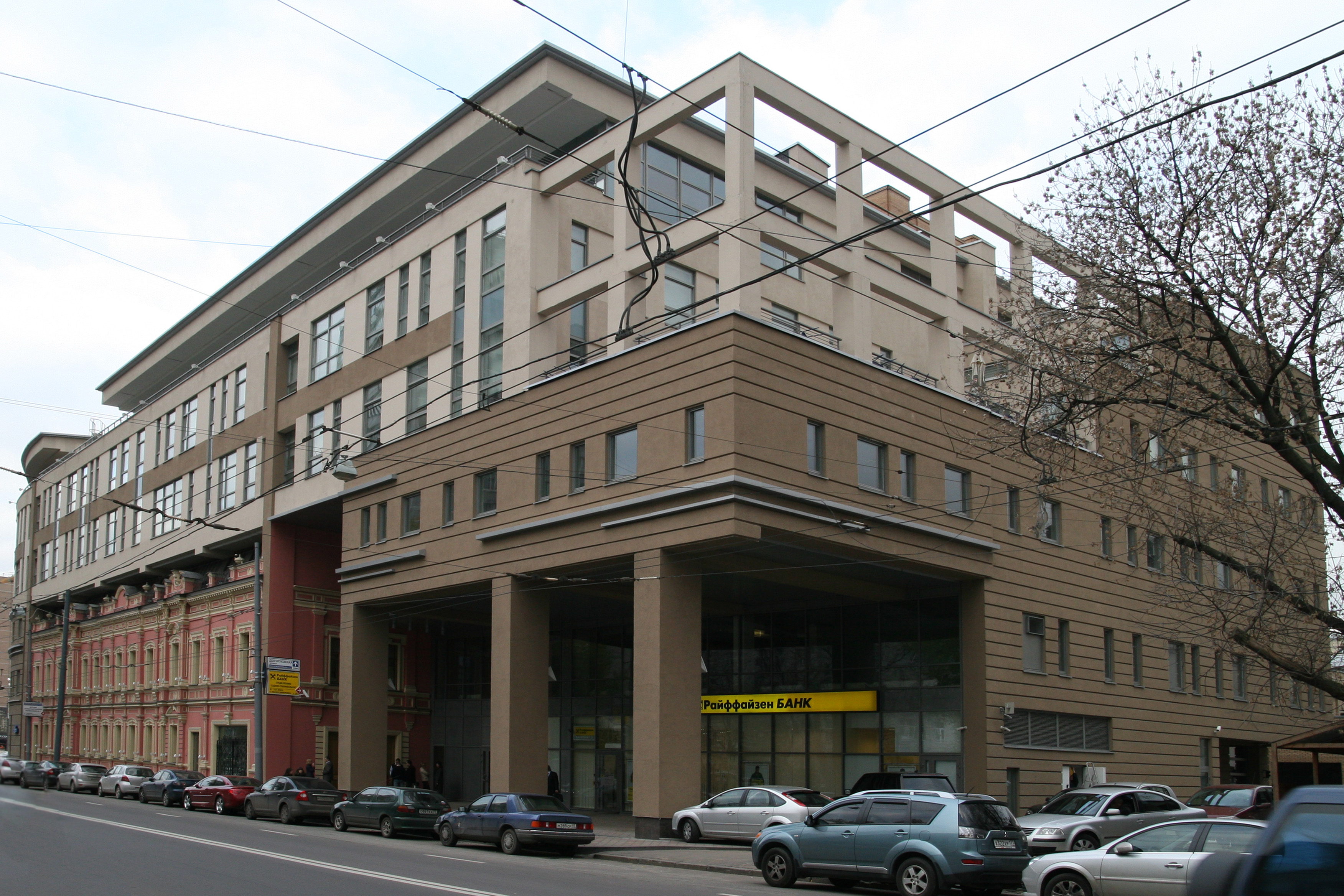
Posner-Schule für Fernsehkunst (2004), Uliza Malaja Dmitrowka 20, Moskau
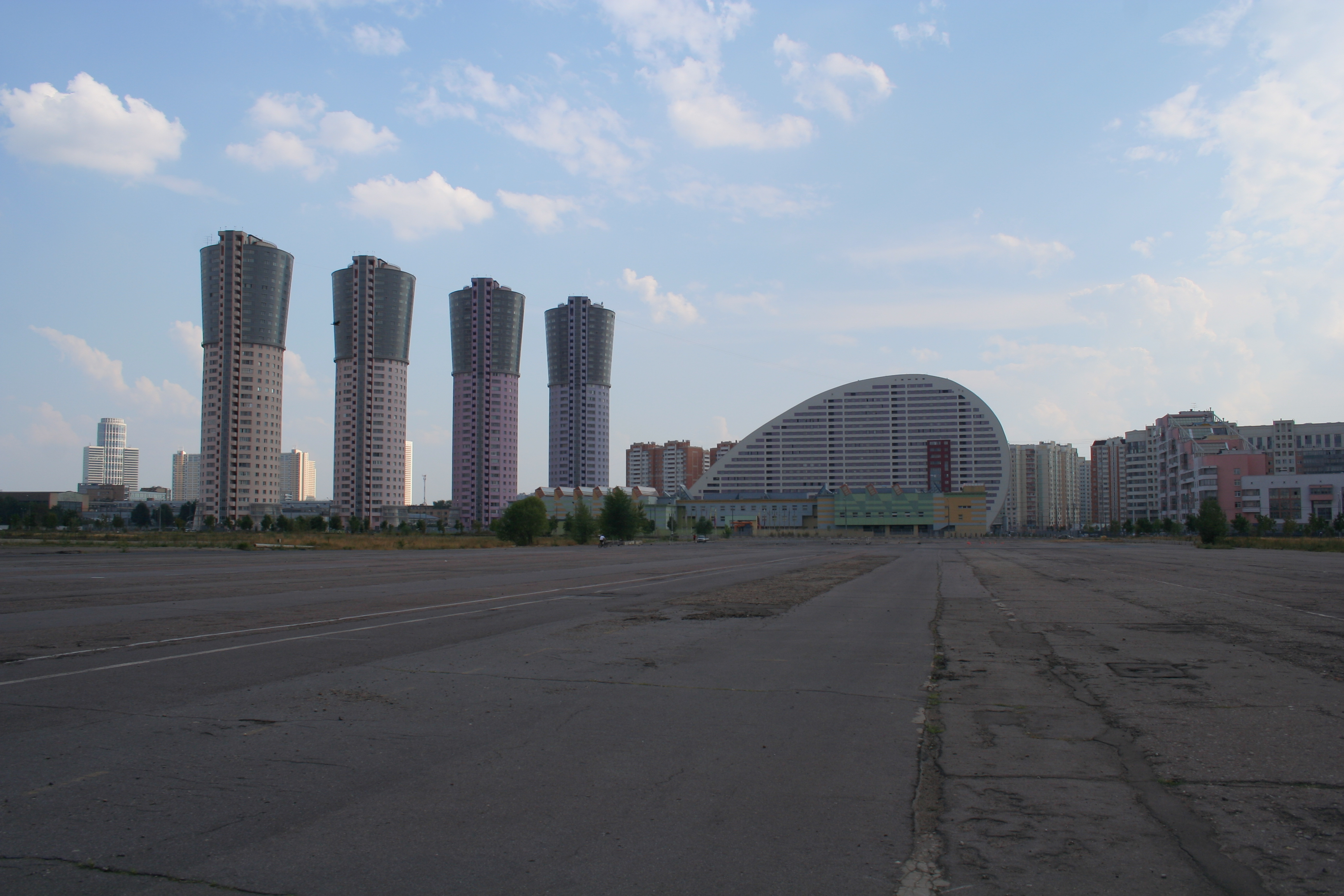
Apartmenthäuser auf dem Chodynkafeld, Moskau
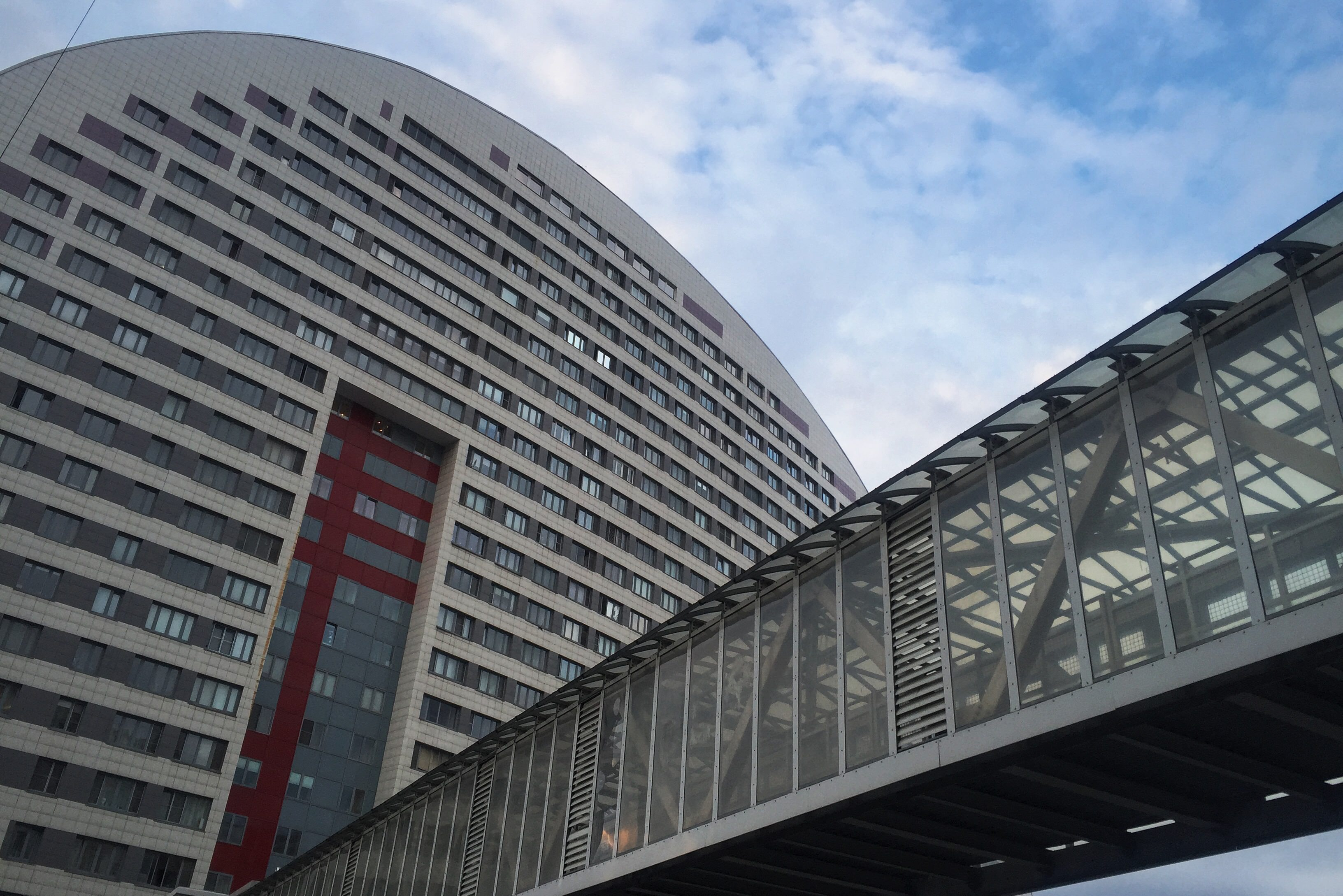
Parus-Apartmenthaus auf dem Chodynkafeld, Moskau (2007)